# نصيرو مورو
نصيرو مورو (بالإنجليزية: Nasiru Moro) هو لاعب كرة قدم غاني في مركز الدفاع، ولد في 24 سبتمبر 1996 في غانا. لعب مع إتش إن كيه غوريسا.

## وصلات خارجية
- نصيرو مورو على موقع اتحاد كرواتيا (الكرواتية)
- نصيرو مورو على موقع قاعدة بيانات كرة القدم.إي يو (الإنجليزية)
- نصيرو مورو على موقع Soccerway.com (الإنجليزية)
- نصيرو مورو على موقع عالم كرة القدم.نت (الإنجليزية)